# Conophis lineatus
Conophis lineatus — вид змій родини полозових (Colubridae). Мешкає в Мексиці і Центральній Америці.

## Підвиди
Виділяють два підвиди:
- Conophis lineatus concolor Cope, 1867;
- Conophis lineatus lineatus Duméril, Bibron & Duméril, 1854.

## Поширення і екологія
Conophis lineatus мешкають на півдні Мексики (Веракрус, Оахака, Чіапас, півострів Юкатан), в Гватемалі, Белізі, Сальвадорі, Гондурасі, Нікарагуа і Коста-Риці. Вони живуть в сухих і вологих тропічних і субтропічних лісах, в саванах, на луках, в садах і на плантаціях. Зустрічаються на висоті до 1500 м над рівнем моря. Живляться переважно ящірками з родів Ameiva і Cnemodophorus та яйцями птахів, зокрема голубів і зозуль. Відкладають яйця.